# Familien Gregersen
Familien Gregersen er en dansk dramafilm, instrueret af Charlotte Sachs Bostrup og baseret på Christian Kampmanns firebindskrønike, Gregersen-sagaen, om en københavnsk overklassefamilies storhed og fald fra 1954 til 1974. Filmen er produceret af Regner Grasten Filmproduktion og havde premiere i de danske biografer den 17. december 2004.
Filmen var Regner Grastens hidtil største produktion og varede sammenlagt 3½ time. Det samlede produktionsbudget var på 28 mio. kroner og producenten investerede sammenlagt 11 mio. kroner af egen lomme. Producenten angiver selv filmene The Godfather, Fanny og Alexander samt Manhattan som inspirationskilder.
Den er filmet i 35mm Cinemascope med Dolby Digital lyd og produceret i 70 kopier.

## Medvirkende
- Steen Springborg som direktør Mogens Gregersen
- Pia Vieth som hustruen Tilde Gregersen
- Thomas Levin som sønnen Bo
- Kristian Ibler som sønnen Erik Gregersen
- Laura Drasbæk som datteren Karen
- Mette Gregersen som datteren Maj på 15 år
- Sofie Lassen-Kahlke som datteren Maj
- Micky Skeel Hansen som sønnen Rune på 15 år
- Robert Hansen som sønnen Rune
- Kirsten Norholt som veninde af familien, Tjumse
- Peter Hesse Overgaard som Tjumses mand Jørgen
- Nastja Arcel som Marianne
- Kaya Brüel som Kirsten
- Trine Appel som Helle
- Stine Nørkjær som Clara
- Mia Lyhne som Yvonne

## Priser
- Pia Vieth blev nomineret til en Bodil for Bedste kvindelige birolle
- Laura Drasbæk blev nomineret til en Robert for Årets kvindelige hovedrolle
- Dirk Brüel blev nomineret til en Robert for årets fotograf